# Neobisium bulgaricum
Espèce
Synonymes
- Obisium bulgaricum Redikorzev, 1928
- Obisium subterraneum Redikorzev, 1928

Neobisium bulgaricum est une espèce de pseudoscorpions de la famille des Neobisiidae.

## Distribution
Cette espèce est endémique de Bulgarie. Elle se rencontre à Golyama Zhelyazna dans des grottes.

## Systématique et taxinomie
Cette espèce a été décrite sous le protonyme Obisium bulgaricum par Redikorzev en 1928. Elle est placée dans le genre Neobisium par Beier en 1932.
Neobisium subterraneum a été placée en synonymie par Ćurčić en 1978.

## Étymologie
Son nom d'espèce lui a été donné en référence au lieu de sa découverte, la Bulgarie.

## Publication originale
- Redikorzev, 1928 : Beiträge zur Kenntnis der Pseudoscorpionenfauna Bulgariens. Mitteilungen aus dem Königlichen Naturwissenschaftlichen Institut in Sofia, vol. 1, p. 118-141.